# Fosfin
Fosfin (vars systematiska namn är fosfan) är en mycket giftig och brandfarlig gasformig fosforförening med den kemiska formeln PH3. Ren fosfingas är luktlös, men oftast är den förorenad av difosfin (P2H4), ett ämne som har en obehaglig lukt av fisk och vitlök.
Den kan tillverkas genom att ha en stark bas på vit fosfor eller genom reaktion av vatten med kalciumfosfid (Ca3P2). Fosfin är strukturellt likt ammoniak (NH3) men är ett sämre lösningsmedel än ammoniak och är mycket mindre lösligt i vatten.
Fosfiner i plural syftar på fosfin där en, två eller tre väteatomer har ersatts med organiska grupper. Metallsalter kallas fosfider och de protonerade formerna kallas fosfoniumföreningar. Organiska derivat av fosfin framställs vanligtvis genom substitutionsreaktioner med fosfortriklorid (PCl3).

## Fosfin som en utomjordisk biomarkör
Fosfin har föreslagits som en användbar biomarkör inom astrobiologi. Eftersom fosfin är associerat med anaeroba ekosystem på jorden och det inte finns några kända abiotiska processer som kan producera mätbara mängder fosfin på stenplaneter skulle förekomsten av fosfin på anoxiska exoplaneter kunna vara ett tecken på liv. 
Hösten 2020 rapporterade forskare i USA att man hade upptäckt fosfin i planeten Venus atmosfär. Senare granskning har dock visat att så inte var fallet, utan att det troligen rörde sig om svaveldioxid.

## Dödsfall i Sverige
I oktober 2023 kom en hel familj i Söderhamn in till sjukhus med förgiftningssymtom. Ett barn i familjen avled i vad som efter analyser visade sig vara förgiftning av fosfin. 

### Ämnen
- Fosgen
- Vätecyanid
- Svavelväte

### Grupper
- Fosfinoxid, R3PO
- Fosforan, R3PR2
- Fosfinit, R2(RO)P
- Fosfonit, R(RO)2P
- Fosfit, (RO)3P
- Fosfinat, R2P(RO)O
- Fosfonat, RP(RO)2O
- Fosfat, P(RO)3O